# 奈维乌斯
奈维乌斯（英語：Gnaeus Naevius），（前270年—前201年），古罗马文学家，他凭借喜剧作品而闻名于世。早年参加過对外战争，后來因为触怒古罗马权贵而多年身处逆境，他的作品取材广泛，独具匠心，针砭时弊，但是罕有传世。